# سلمان سفينتش
سلمان سفينتش (بالتركية: Selman Sevinç)‏ هو لاعب كرة قدم تركي في مركز الوسط، ولد في 12 أبريل 1995 في Venlo ‏ في هولندا. لعب مع في في في فينلو.

## وصلات خارجية
- سلمان سفينتش على موقع اتحاد تركيا (لاعب) (الإنجليزية)
- سلمان سفينتش على موقع قاعدة بيانات كرة القدم.إي يو (الإنجليزية)
- سلمان سفينتش على موقع Soccerway.com (الإنجليزية)